# Décès en octobre 2019

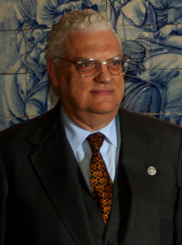
Diogo Freitas do Amaral, ancien ministre d'État des Affaires Étrangères du Portugal, mort le 3 octobre 2019.

Décès
- 2015
- 2016
- 2017
- 2018
- 2019
- 2020
- 2021
- 2022
- 2023

Pour une information complémentaire, voir la page d'aide.

| Date        | Nom                               | Activités                                                                                                 | Âge | Source |
| ----------- | --------------------------------- | --- | --- | ------ |
| 1er octobre | Gilbert Albert                    | Joaillier d'art suisse.                                                                                   | 89  |        |
| 1er octobre | Roger Bismuth                     | Homme d'affaires et homme politique tunisien.                                                             | 92  |        |
| 1er octobre | Axl Cendres                       | Auteure française.                                                                                        | 37  |        |
| 1er octobre | Karel Gott                        | Chanteur, peintre et acteur bohémien-moravien puis tchèque.                                               | 80  | (cs)   |
| 1er octobre | Miguel León-Portilla              | Anthropologue et historien mexicain.                                                                      | 93  | (es)   |
| 1er octobre | Michel Létourneau                 | Homme politique canadien.                                                                                 | 69  |        |
| 1er octobre | Wolfgang Perner                   | Biathlète autrichien, médaillé de bronze aux Jeux olympiques d'hiver de 2002.                             | 52  | (de)   |
| 1er octobre | Arto Tchakmaktchian               | Sculpteur et peintre arméno-canadien.                                                                     | 86  | (hy)   |
| 1er octobre | Gérald Tougas                     | Écrivain canadien.                                                                                        | 86  |        |
| 1er octobre | Dominique Webb                    | Illusionniste et hypnotiseur français.                                                                    | 78  |        |
| 1er octobre | Alain Yaouanc                     | Astrologue et auteur de science-fiction français.                                                         | 87  |        |
| 2 octobre   | Grazia Barcellona                 | Patineuse artistique italienne.                                                                           | 90  | (it)   |
| 2 octobre   | Julie Gibson                      | Actrice américaine.                                                                                       | 106 | (en)   |
| 2 octobre   | Guia Kantcheli                    | Compositeur géorgien.                                                                                     | 84  | (en)   |
| 2 octobre   | John Kirby                        | Avocat américain.                                                                                         | 79  |        |
| 2 octobre   | Isaac Promise                     | Footballeur nigérian, médaillé d'argent aux Jeux olympiques d'été de 2008.                                | 31  | (en)   |
| 2 octobre   | Hanno Selg                        | Pentathlète soviétique, médaillé d'argent aux Jeux olympiques d'été de 1960.                              | 87  | (ru)   |
| 2 octobre   | Kim Shattuck                      | Chanteuse américaine.                                                                                     | 56  | (en)   |
| 3 octobre   | Márta Balogh                      | Handballeuse hongroise.                                                                                   | 76  | (hu)   |
| 3 octobre   | John Buchanan                     | Homme politique canadien.                                                                                 | 88  |        |
| 3 octobre   | Diogo Freitas do Amaral           | Homme politique portugais.                                                                                | 78  |        |
| 3 octobre   | Roger Taillibert                  | Architecte français.                                                                                      | 93  |        |
| 3 octobre   | Alan Zaslove                      | Réalisateur et producteur américain.                                                                      | 92  | (en)   |
| 4 octobre   | Glen Brown                        | Musicien et producteur jamaïcain de reggae.                                                               | 75  | (en)   |
| 4 octobre   | Diahann Carroll                   | Actrice et chanteuse américaine                                                                           | 84  | (en)   |
| 5 octobre   | Tony Hoar                         | Coureur cycliste britannique.                                                                             | 87  | (en)   |
| 5 octobre   | Blaine Lindgren                   | Athlète de haies américain, médaillé d'argent aux Jeux olympiques d'été de 1964.                          | 80  | (en)   |
| 5 octobre   | Philippe Tome                     | Scénariste de bandes dessinées belge d'expression française.                                              | 62  |        |
| 6 octobre   | Ginger Baker                      | Batteur britannique.                                                                                      | 80  |        |
| 6 octobre   | Ciaran Carson                     | Poète et romancier nord-irlandais.                                                                        | 70  | (en)   |
| 6 octobre   | Vlasta Chramostová                | Actrice tchèque.                                                                                          | 92  |        |
| 6 octobre   | Benjamin Dessus                   | Ingénieur et économiste français.                                                                         | 80  |        |
| 6 octobre   | Joseph Gourmelon                  | Homme politique français.                                                                                 | 81  |        |
| 6 octobre   | Martin Lauer                      | Athlète allemand, champion aux Jeux olympiques d'été de 1960.                                             | 82  | (de)   |
| 6 octobre   | Neale Lavis                       | Cavalier australien, champion et médaillé d'argent aux Jeux olympiques d'été de 1960.                     | 89  | (en)   |
| 6 octobre   | Bernard Muna                      | Homme politique camerounais.                                                                              | 79  |        |
| 6 octobre   | Rip Taylor                        | Humoriste et acteur américain.                                                                            | 84  | (en)   |
| 6 octobre   | Louis Albert de Wurtemberg        | Prince et architecte d'intérieur allemand.                                                                | 88  | (de)   |
| 7 octobre   | Eugène Saccomano                  | Journaliste, commentateur sportif et animateur de radio français.                                         | 83  |        |
| 7 octobre   | Makoto Wada                       | Illustrateur, graphiste et réalisateur japonais.                                                          | 83  | (ja)   |
| 8 octobre   | André Barbault                    | Astrologue français.                                                                                      | 98  |        |
| 8 octobre   | Georges Chavanes                  | Homme politique français.                                                                                 | 94  |        |
| 8 octobre   | Georgette Elgey                   | Journaliste et historienne française, spécialiste de l'histoire de la Quatrième République.               | 90  |        |
| 8 octobre   | Serafim Fernandes de Araújo       | Cardinal brésilien, archevêque émérite de Belo Horizonte.                                                 | 95  | (pt)   |
| 8 octobre   | Ted Green                         | Joueur canadien de hockey sur glace.                                                                      | 79  |        |
| 8 octobre   | Pierre Parat                      | Architecte français.                                                                                      | 91  |        |
| 9 octobre   | Richard Askey                     | Mathématicien américain.                                                                                  | 86  | (en)   |
| 9 octobre   | Loránd Gáspár                     | Poète franco-hongrois.                                                                                    | 94  |        |
| 9 octobre   | Andrés Gimeno                     | Joueur de tennis espagnol.                                                                                | 82  |        |
| 9 octobre   | François Seigneur                 | Architecte français.                                                                                      | 77  |        |
| 9 octobre   | Jan Szyszko                       | Homme politique polonais.                                                                                 | 75  | (en)   |
| 9 octobre   | David Weisman                     | Réalisateur, scénariste et producteur américain.                                                          | 77  | (en)   |
| 9 octobre   | Louis-Christophe Zaleski-Zamenhof | Ingénieur et espérantiste polonais puis français.                                                         | 94  | (pl)   |
| 9 octobre   | Henryane de Chaponay              | Aristocrate française.                                                                                    | 95  |        |
| 10 octobre  | Annette Ardisson                  | Journaliste française de radio.                                                                           | 69  |        |
| 10 octobre  | Ugo Colombo                       | Cycliste sur route italien.                                                                               | 79  | (it)   |
| 10 octobre  | Chawki Mejri                      | Réalisateur tunisien.                                                                                     | 57  |        |
| 10 octobre  | Richard Jeranian                  | Peintre et dessinateur français.                                                                          | 98  | (am)   |
| 10 octobre  | Thomas Lück                       | Chanteur et acteur allemand.                                                                              | 76  | (de)   |
| 10 octobre  | Trinidad Morgades Besari          | Femme politique, écrivaine et linguiste équatoguinéenne.                                                  | 88  | (es)   |
| 10 octobre  | Marie-José Nat                    | Actrice française                                                                                         | 79  |        |
| 11 octobre  | Sam Bobrick                       | Scénariste américain.                                                                                     | 87  | (en)   |
| 11 octobre  | Woodie Flowers                    | Ingénieur américain.                                                                                      | 76  | (en)   |
| 11 octobre  | Robert Forster                    | Acteur américain.                                                                                         | 78  | (en)   |
| 11 octobre  | John Giorno                       | Poète et artiste américain.                                                                               | 82  | (en)   |
| 11 octobre  | Alexeï Leonov                     | Cosmonaute soviétique puis russe.                                                                         | 85  |        |
| 11 octobre  | Ettore Spalletti                  | Peintre et sculpteur italien.                                                                             | 79  | (it)   |
| 12 octobre  | Kate Braverman                    | Romancière et poétesse américaine.                                                                        | 70  | (en)   |
| 12 octobre  | Carlo Croccolo                    | Acteur italien.                                                                                           | 92  | (it)   |
| 12 octobre  | Sara Danius                       | Philosophe, critique littéraire et professeur d'université suédoise.                                      | 57  | (se)   |
| 12 octobre  | Nanni Galli                       | Pilote automobile italien.                                                                                | 79  | (it)   |
| 12 octobre  | Hevrin Khalaf                     | Ingénieure civile, femme politique et militante pour les droits de l'homme syrienne.                      | 34  | (en)   |
| 12 octobre  | Yoshihisa Yoshikawa               | Tireur sportif japonais, médaillé de bronze aux Jeux olympiques d'été de 1960 et 1964.                    | 83  | (ja)   |
| 13 octobre  | Roger Auvin                       | Supercentenaire français.                                                                                 | 111 |        |
| 13 octobre  | Hideo Azuma                       | Mangaka japonais.                                                                                         | 69  |        |
| 13 octobre  | Emil Cimiotti                     | Sculpteur allemand.                                                                                       | 92  | (de)   |
| 13 octobre  | Charles Jencks                    | Architecte et historien américain.                                                                        | 80  | (en)   |
| 13 octobre  | Ulrich Luz                        | Bibliste, théologien protestant et professeur d'université suisse.                                        | 81  | (de)   |
| 13 octobre  | Robert Clarke                     | journaliste scientifique, producteur et animateur d’émissions de télévision, et écrivain français         | 97  |        |
| 13 octobre  | Adolfo Mexiac                     | graveur, peintre, muraliste et professeur mexicain                                                        | 92  |        |
| 14 octobre  | Harold Bloom                      | Critique littéraire et professeur américain.                                                              | 89  | (en)   |
| 14 octobre  | Sulli Choi                        | Actrice, danseuse et chanteuse sud-coréenne.                                                              | 25  | (en)   |
| 14 octobre  | Leo Elders (nl)                   | Prêtre, théologien et philosophe néerlandais.                                                             | 93  | (nl)   |
| 14 octobre  | Anke Fuchs                        | Femme politique allemande.                                                                                | 82  | (de)   |
| 14 octobre  | Danny Grant                       | Joueur canadien de hockey sur glace.                                                                      | 73  | (en)   |
| 14 octobre  | Pierre Kalfon                     | Journaliste, écrivain et diplomate français.                                                              | 89  |        |
| 14 octobre  | Lorne Main                        | Joueur de tennis canadien.                                                                                | 89  | (en)   |
| 15 octobre  | Andrew Cowan                      | Pilote de rallye automobile écossais.                                                                     | 82  | (en)   |
| 15 octobre  | Song Soon-chun                    | Boxeur sud-coréen, médaillé d'argent aux Jeux olympiques d'été de 1956.                                   | 85  | (ko)   |
| 16 octobre  | Paolo Bonaiuti                    | Homme politique italien.                                                                                  | 79  | (it)   |
| 16 octobre  | Andreï Smirnov                    | Nageur soviétique puis russe, médaillé de bronze aux Jeux olympiques d'été de 1976.                       | 62  | (ru)   |
| 16 octobre  | Régis Talar                       | Producteur de musique français.                                                                           | 80  |        |
| 16 octobre  | John Tate                         | Mathématicien américain.                                                                                  | 94  |        |
| 17 octobre  | Alicia Alonso                     | Danseuse et chorégraphe cubaine.                                                                          | 98  |        |
| 17 octobre  | Elijah Cummings                   | Homme politique américain.                                                                                | 68  | (en)   |
| 17 octobre  | Bill Macy                         | Comédien américain.                                                                                       | 97  | (en)   |
| 17 octobre  | Göran Malmqvist                   | Sinologue, linguiste, grammairien, phonéticien suédois.                                                   | 95  | (se)   |
| 17 octobre  | Jean-Michel Martial               | Comédien, metteur en scène et réalisateur franco-malgache.                                                | 67  |        |
| 17 octobre  | Sir L.                            | Peintre, dessinateur et lithographe français.                                                             | 87  |        |
| 17 octobre  | Angelika Werthmann                | Femme politique autrichienne.                                                                             | 55  | (de)   |
| 18 octobre  | René Dutin                        | Homme politique français.                                                                                 | 85  |        |
| 18 octobre  | Mark Hurd                         | Homme d'affaires américain.                                                                               | 62  | (en)   |
| 18 octobre  | Rui Jordão                        | Joueur portugais de football.                                                                             | 67  |        |
| 18 octobre  | Brahim Khouaja                    | Homme politique et homme d'affaires tunisien.                                                             | 92  |        |
| 18 octobre  | Meir Shamgar                      | Juge israélien, président de la Cour suprême.                                                             | 94  | (en)   |
| 19 octobre  | Erhard Eppler                     | Homme politique allemand.                                                                                 | 92  | (de)   |
| 19 octobre  | Salvador Giner                    | Sociologue espagnol.                                                                                      | 85  | (es)   |
| 19 octobre  | Huang Yong Ping                   | Artiste de scène, peintre et sculpteur chinois puis français.                                             | 65  |        |
| 19 octobre  | Carlos Suárez                     | Directeur de la photographie espagnol.                                                                    | 73  | (es)   |
| 19 octobre  | Aleksandr Volkov                  | Joueur puis entraîneur russe de tennis.                                                                   | 52  |        |
| 19 octobre  | Theodor Wonja Michael             | Journaliste et acteur allemand.                                                                           | 94  | (de)   |
| 20 octobre  | Gilberto Aceves Navarro           | Peintre et sculpteur mexicain.                                                                            | 88  | (es)   |
| 20 octobre  | Joseph Houssa                     | Homme politique belge.                                                                                    | 89  |        |
| 20 octobre  | Soumaoro Moriféré                 | Pilote ivoirien de rallye.                                                                                | 53  |        |
| 20 octobre  | Norman Myers                      | Scientifique britannique.                                                                                 | 85  | (en)   |
| 20 octobre  | Nick Tosches                      | Romancier, poète et écrivain américain.                                                                   | 69  | (en)   |
| 21 octobre  | Ingo Maurer                       | Designer et homme d'affaires allemand                                                                     | 87  | (it)   |
| 21 octobre  | Roh Shin-yeong                    | Homme politique sud-coréen.                                                                               | 89  | (ko)   |
| 22 octobre  | Ole Henrik Laub                   | Écrivain danois.                                                                                          | 81  | (da)   |
| 22 octobre  | Raymond Leppard                   | Chef d'orchestre et claveciniste britannique.                                                             | 92  | (en)   |
| 22 octobre  | Dorylas Moreau                    | Évêque catholique canadien.                                                                               | 72  |        |
| 22 octobre  | Sadako Ogata                      | Diplomate et universitaire japonaise.                                                                     | 92  | (ja)   |
| 22 octobre  | Rolando Panerai                   | Baryton italien.                                                                                          | 95  | (it)   |
| 22 octobre  | Marieke Vervoort                  | Athlète handisport belge, médaillée d'or aux Jeux paralympiques d'été de 2012 et d'argent à ceux de 2016. | 40  |        |
| 22 octobre  | Hans Zender                       | Compositeur et chef d'orchestre allemand                                                                  | 82  | (de)   |
| 22 octobre  | Therese Zenz                      | Kayakiste allemande, triple médaillée d'argent olympique (1956, 1960).                                    | 87  | (de)   |
| 23 octobre  | Santos Juliá                      | Historien et sociologue espagnol.                                                                         | 79  | (es)   |
| 23 octobre  | Michel Nihoul                     | Homme d'affaires belge.                                                                                   | 78  |        |
| 23 octobre  | Renan Pollès                      | Réalisateur français.                                                                                     | 76  |        |
| 23 octobre  | Hansheinz Schneeberger            | Violoniste suisse.                                                                                        | 93  | (de)   |
| 23 octobre  | Alfred Znamierowski               | Vexillologue, héraldiste et journaliste polonais.                                                         | 79  | (pl)   |
| 24 octobre  | Michael Blumlein                  | Romancier, nouvelliste, médecin et professeur d'université américain.                                     | 71  | (en)   |
| 24 octobre  | Robert Paragot                    | Alpiniste français.                                                                                       | 92  |        |
| 24 octobre  | Robert Pichette                   | Héraldiste canadien.                                                                                      | 83  |        |
| 24 octobre  | Kaoru Yachigusa                   | Actrice japonaise.                                                                                        | 88  | (ja)   |
| 24 octobre  | Patricia de Souza                 | Écrivaine, traductrice et professeure péruvienne.                                                         | 55  | (es)   |
| 25 octobre  | Renzo Burini                      | Footballeur italien.                                                                                      | 92  | (it)   |
| 25 octobre  | Chou Wen-chung                    | Compositeur de musique contemporaine sino-américain.                                                      | 96  | (zh)   |
| 25 octobre  | Rafael Ninyoles                   | Sociolinguiste espagnol.                                                                                  | 76  | (es)   |
| 25 octobre  | Carlo Strenger                    | Psychologue et écrivain helvético-israélien.                                                              | 61  | (de)   |
| 26 octobre  | Paul Barrere                      | Guitariste américain.                                                                                     | 71  | (en)   |
| 26 octobre  | Enriqueta Basilio                 | Athlète de sprint et de haies puis femme politique mexicaine.                                             | 71  | (es)   |
| 26 octobre  | Robert Evans                      | Producteur de cinéma américain.                                                                           | 89  | (en)   |
| 26 octobre  | Pascale Roberts                   | Actrice française.                                                                                        | 89  |        |
| 27 octobre  | Abou Bakr al-Baghdadi             | Djihadiste irakien.                                                                                       | 48  | (en)   |
| 27 octobre  | Vladimir Boukovski                | Écrivain et homme politique soviétique, puis russe.                                                       | 76  |        |
| 27 octobre  | Stephen P. Cohen                  | Politologue et professeur d'université américain.                                                         | 83  | (en)   |
| 27 octobre  | John Conyers                      | Homme politique américain.                                                                                | 90  | (en)   |
| 27 octobre  | Xi Enting                         | Pongiste chinois.                                                                                         | 73  | (zh)   |
| 27 octobre  | Cécile Goldet                     | Femme politique française.                                                                                | 105 |        |
| 27 octobre  | Jehanne Jean-Charles              | Romancière et novelliste française.                                                                       | 94  |        |
| 27 octobre  | Paul Margue                       | Historien luxembourgeois.                                                                                 | 95  |        |
| 27 octobre  | Ivan Milat                        | Tueur en série australien.                                                                                | 74  | (en)   |
| 27 octobre  | Sir Malcolm Ross                  | Courtisan britannique.                                                                                    | 76  | (en)   |
| 28 octobre  | Annick Alane                      | Actrice française.                                                                                        | 94  |        |
| 28 octobre  | Al Bianchi                        | Basketteur puis entraîneur et ensuite dirigeant sportif américain.                                        | 87  | (en)   |
| 28 octobre  | Jean-Gabriel Diarra               | Évêque malien.                                                                                            | 74  |        |
| 28 octobre  | Kay Hagan                         | Femme politique américaine.                                                                               | 66  | (en)   |
| 28 octobre  | Alberto Izzo                      | Architecte italien.                                                                                       | 87  | (it)   |
| 28 octobre  | Zoltán Jeney                      | Compositeur hongrois.                                                                                     | 76  | (hu)   |
| 29 octobre  | Gerald L. Baliles                 | Homme politique américain.                                                                                | 79  | (en)   |
| 29 octobre  | Cristina Bautista                 | Leader du peuple Nasa.                                                                                    | ?   |        |
| 29 octobre  | Mihai Constantinescu              | Chanteur roumain.                                                                                         | 73  | (ro)   |
| 29 octobre  | Hanni Lévy                        | Survivante de la Shoah.                                                                                   | 95  | (en)   |
| 29 octobre  | John Witherspoon                  | Acteur américain.                                                                                         | 77  | (en)   |
| 30 octobre  | Enrico Braggiotti                 | Banquier et homme d'affaires monégasque.                                                                  | 96  | (it)   |
| 30 octobre  | Russell Brookes                   | Pilote de rallye automobile britannique.                                                                  | 74  | (en)   |
| 30 octobre  | Georges Courtès                   | Astronome français.                                                                                       | 94  |        |
| 30 octobre  | Ron Fairly                        | Joueur de baseball américain.                                                                             | 81  | (en)   |
| 30 octobre  | Jim Gregory                       | Entraîneur de hockey sur glace canadien.                                                                  | 83  | (en)   |
| 30 octobre  | William J. Hughes                 | Homme politique américain.                                                                                | 87  | (en)   |
| 30 octobre  | Clotilde Ngouabi                  | Personnalité française. Première dame de la République du Congo (1968-1972).                              | 78  |        |
| 30 octobre  | Bernard Slade                     | Dramaturge et scénariste canadien.                                                                        | 89  | (en)   |
| 30 octobre  | Azam Taleghani                    | Journaliste et femme politique iranienne.                                                                 | 76  | (en)   |
| 30 octobre  | Paul Whelan                       | Homme politique australien.                                                                               | 75  | (en)   |
| 31 octobre  | Anil Adhikari                     | Homme politique indien.                                                                                   | 70  | (bn)   |
| 31 octobre  | Tarania Clarke                    | Footballeuse jamaïcaine.                                                                                  | 20  | (en)   |
| 31 octobre  | Florence Giorgetti                | Actrice française.                                                                                        | 75  |        |
| 31 octobre  | Alfredo Molano Bravo              | Sociologue, journaliste et écrivain colombien.                                                            | 75  | (es)   |
| 31 octobre  | Amjad Nasser                      | Poète et écrivain jordanien.                                                                              | 64  | (ar)   |
| 31 octobre  | Yánnis Spanós                     | Compositeur et parolier grec.                                                                             | 85  | (en)   |